# Thomas Dundas of Fingask and Carronhall
Thomas Dundas of Fingask and Carronhall (* um 1708; † 16. April 1786) war ein schottischer Politiker.

## Leben
Um 1708 wurde Thomas Dundas als erstes Kind des Kaufmanns und Baillies von Edinburgh Thomas Dundas und dessen Ehefrau Bethia geboren. Er hat einen jüngeren Bruder, Lawrence. Thomas Dundas arbeitete zunächst an der Seite seines Bruders im elterlichen Tuchhandel. Nachdem die Familie Dundas im 17. Jahrhundert ihre Ländereien in Perthshire verloren hatte, erwarb der Vater in den 1730er Jahren Ländereien in Stirlingshire und richtete eine Baronie ein. Er schien jedoch glücklos und war auf die finanziell lukrative Karriere seines Sohnes Lawrence angewiesen. Aus diesem Grund wies er Thomas an, das elterliche Geschäft zu verlassen und künftig seinen Bruder zu unterstützen.
1737 ehelichte Thomas Dundas seine erste Frau Ann. Die Ehe blieb kinderlos. 1744 wurde er zum Stellvertreter des Lord Lyon ernannt. Im selben Jahr ehelichte er Janet Maitland, Tochter von Charles Maitland, 6. Earl of Lauderdale. Zusammen zeugten sie sechs Nachkommen, Bethia, Margaret, Janet, Mary, Thomas und Charles. Die Ländereien von Carronhall erwarb Dundas im Jahre 1749 von seinem Schwiegervater. Sein Leben war eng verquickt mit den wirtschaftlichen Erfolgen seines Bruders Lawrence, der 1766 die Inselgruppen der Orkneys und Shetlands erwarb. In den 1770er Jahren begannen sich Thomas Dundas’ wirtschaftlichen Verhältnisse zu verschlechtern. In der Folge sah er sich zum Verkauf eines Teiles seiner Besitztümer gezwungen. Er verstarb am 16. April 1786.

## Politischer Werdegang
Nachdem der Earl of Morton im Jahre 1766 die Orkney- und Shetlandinseln an Thomas’ Bruder Lawrence veräußerte, endeten dessen politische Interessen auf den Inseln. Der von ihm unterstützte Offizier Sir James Douglas, 1. Baronet wurde deshalb bei den folgenden Unterhauswahlen im Jahre 1768 nicht mehr aufgestellt. Lawrence ließ hingegen seinen Bruder Thomas kandidieren, der, wahrscheinlich ohne Gegenkandidaten, das Mandat des Wahlkreises Orkney and Shetland erhielt und in das britische Unterhaus einzog. Nachdem dieser im Dezember 1770 ein hohes Polizeiamt annahm, gab er sein Mandat zurück. Als Nachfolger übernahm sein ältester Sohn Thomas das Mandat.